# パッサーロ
パッサーロは、JFLチームHonda FCのマスコットである。

## 概要
ツバメをモチーフとしたキャラクター（ツバメは合併前の旧浜松市鳥である）。2006年2月にデザイン決定。サポーターと共にチームを盛り上げている。Honda FCのユニフォームを着ており、背番号は、パッサーロの語呂合わせで836である。パッサーロ（Passaro）は、ポルトガル語で、「鳥」、または「小鳥」を指す。チームのシンボルマークでもある。パッサーロ目当てに都田へ足を運ぶ人もいる。スタジアムでは、パッサーロのぬいぐるみ、Tシャツ、ステッカー等のグッズが販売されている。最近、マスコットが存在するのはJFLチームの中でも珍しくないが、現在のJFLチームのマスコットの中では最も早く誕生したとのこと。数年前からHonda FCの選手集合写真にも登場。

## パフォーマンス・ネタ
選手入場前、ハーフタイム、試合終了後メインスタンド側ピッチに登場する。登場時や退場時に「ういーん」と発する。その際、バックに音楽が流れる。また、選手入場前の登場ではショーツが脱げることもあり、その際は慌てながら上げる。
近くのスタッフが補助する場面もあり、その際は自分で謝る。また、ハーフタイム登場時に相手チームのゴールキーパーと接触しそうになるなど、少しおとぼけキャラの様な一面を見せることもある。雨天時にはポンチョを着用する。
登場当初は試合前にショーツが脱げる、相手チームの選手に接触する、ボトルを蹴った際には、Honda FCが負けることが多かった。そのため、未だに一部のサポーターの間では、不吉な出来事として扱われる。
ホンダロックSCのマスコット「ロッキー」を小突いた試合でもHonda FCが負けている。
Honda FCのゴール直後にはベンチからピッチに現れ、スタンドに向かって激しく快感度をアピールする。
初登場の際に子供に泣かれた。
2009年JFL前期第1節にホンダロックSCと対戦した時に、同チームのマスコット「ロッキー」と共演した。2012年JFL第1節では、勝利後のヒーローインタビューに呼ばれた。2012年JFL第9節のハーフタイムの登場時には、声が出ないというアクシデントが発生した。

## サービス
- Honda FCのホームゲーム時にメインスタンド側入口で、開場後しばらくは観客の出迎えをする。ハイタッチや握手等が可能[6]。
- パフォーマンスの際、フィールドに登場する時にメインスタンド側観客席に寄ってサポーターと触れ合うことが出来る。
- 試合終了後もメインスタンド中央付近でサインや、写真撮影を求める人が詰め掛けたりなど試合終了後も大忙しである。
- 都田サッカー場を飛び出し、本田技研工業㈱の祭りなどのイベントに参加することがある。選手とともにサポーターと触れあったり、イベントを盛り上げる[7]。